# Hyposcada anchiala
Hyposcada anchiala är en fjärilsart som beskrevs av William Chapman Hewitson 1868. Hyposcada anchiala ingår i släktet Hyposcada och familjen praktfjärilar. Inga underarter finns listade i Catalogue of Life.

## Bildgalleri

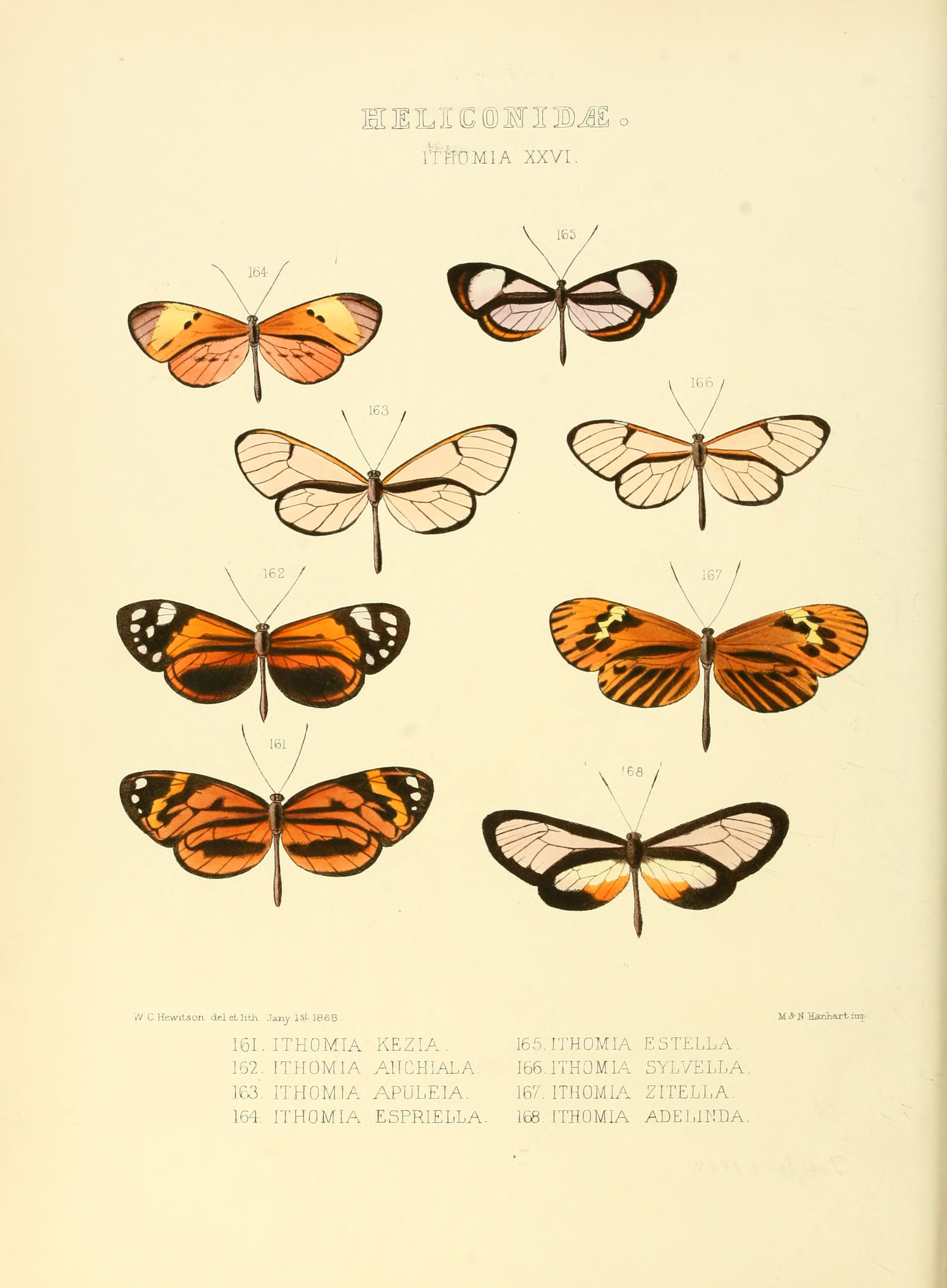